# Lee Smith (rugby)
Pour les articles homonymes, voir Smith et Lee Smith.

a Compétitions nationales et continentales officielles uniquement.

b Matchs officiels uniquement.
Lee Smith, né le 8 août 1986 à Leeds, est un joueur de rugby à XIII et de rugby à XV anglais évoluant au poste d'arrière, d'ailier ou de centre dans les années 2000. Il a été sélectionné en sélection anglaise participant à la coupe du monde 2008 et au Tournoi des Quatre Nations 2009. En club, il a effectué toute sa carrière aux Leeds Rhinos depuis ses débuts en 2005.